# Harry Kewell

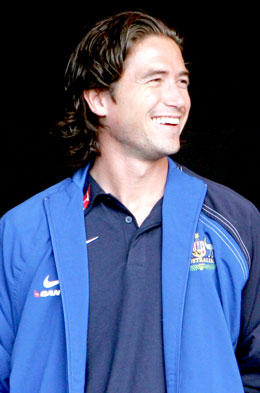
Harry Kewell

Harry Kewell (ur. 22 września 1978 w Sydney) – australijski piłkarz występujący na pozycji ofensywnego pomocnika, skrzydłowego lub cofniętego napastnika.

## Kariera klubowa

### Dzieciństwo i początki kariery
Kewell skończył Smithfield Public School oraz St. Johns Park High School, zanim dostał się do Westfield Sports High School. Studiując tam grał w szkolnych turniejach, występował także w New South Wales Youth League oraz w młodzieżowej drużynie Marconi Soccer. W wieku piętnastu lat Harry wyjechał do Anglii, gdzie przez cztery tygodnie przebywał na testach w szkółce juniorów Leeds United. Razem z nim z drużyną "The Whites" trenował Brett Emerton, który wcześniej miał okazję grać u boku Kewella w jednym z młodzieżowych zespołów. Obaj zawodnicy zrobili dobre wrażenie na trenerze akademii juniorskiej Leeds, jednak tylko Kewell rozpoczął treningi w tym klubie. Jego ojciec miał angielskie korzenie, co oznaczało spełnienie wymogów wizowych.

### Leeds United
W barwach Leeds Kewell zadebiutował w wieku siedemnastu lat, kiedy to 30 marca 1996 roku "Pawie" przegrały na Elland Road z Middlesbrough 0:1. W Leeds australijski zawodnik trenował między innymi z Nickym Byrnem, który później został członkiem zespołu muzycznego Westlife. Pierwszą bramkę dla swojej drużyny Kewell strzelił w październiku 1997 roku, kiedy to w meczu Pucharu Anglii przeciwko Stoke City Leeds zwyciężyło 3:1. W sezonie 1997/98 Kewell wywalczył sobie miejsce w podstawowej jedenastce i wystąpił łącznie w 29 ligowych spotkaniach. W linii pomocy grał wówczas u boku Gunnara Halle, Lee Bowyera oraz Davida Hopkina. Leeds zajęło piąte miejsce w końcowej tabeli, dotarło także do ćwierćfinału Pucharu Anglii.
W kolejnych latach Kewell także grywał regularnie. Podczas rozgrywek 1999/00 strzelił dziesięć bramek w 36 meczach i w dużym stopniu przyczynił się do zajęcia przez Leeds trzeciego miejsca w Premier League. Najlepszym strzelcem Leeds był wówczas Michael Bridges, zdobywca 21 goli. Kewell został wybrany najlepszym zawodnikiem młodego pokolenia w lidze. "Pawie" dotarły także do półfinału Pucharu UEFA, w którym musiały jednak uznać wyższość Galatasaray SK. W kolejnym sezonie zawodnikiem Leeds został rodak Kewella – Mark Viduka. Zespół z Elland Road radził sobie bardzo dobrze zarówno w kraju jak i poza nim. Dotarł między innymi do półfinału Ligi Mistrzów, jednak po osiągnięciu tego sukcesu drużyna zmagała się z olbrzymimi problemami finansowymi. W efekcie tego z Leeds musiało zostać sprzedanych wielu podstawowych zawodników, a wśród nich Kewell, który opuścił klub latem 2003 roku. W jednym z udzielonych wówczas wywiadów powiedział, że personel medyczny Leeds nie mógł poradzić sobie z jego kontuzjami i tylko pogarszał stan zdrowia Australijczyka.

### Liverpool
Zainteresowanie pozyskaniem Kewella wyraziło wiele zespołów, między innymi Manchester United, Arsenal F.C., AC Milan, FC Barcelona oraz Real Madryt. Ostatecznie jednak wychowanek Leeds na początku sezonu 2003/2004 za pięć milionów funtów trafił do Liverpoolu. W nowym klubie dostał koszulkę z numerem "7", którą dostał od Czecha Vladimíra Šmicera. W przeszłości z numerem tym grały takie gwiazdy "The Reds" jak Ian Callaghan, Kevin Keegan oraz Kenny Dalglish. Po przybyciu australijskiego zawodnika na Anfield Road mówiło się, że transferowi towarzyszyło dużo nieścisłości, także finansowych. Napisał o tym między innymi Gary Lineker, którego Kewell oskarżył o zniesławienie, a sprawa miała swój finał w sądzie.
W Liverpoolu Kewell zadebiutował 17 sierpnia 2003 roku w meczu z Chelsea F.C.. W debiutanckim sezonie w tym klubie australijski pomocnik strzelił jedenaście bramek, a najlepszą formę prezentował w pierwszej części rozgrywek. W sezonie 2004/2005 Kewell borykał się z wieloma kontuzjami, przez które nie mógł ustabilizować swojej formy. 25 maja 2005 roku razem z Liverpoolem zwyciężył w rozgrywkach Ligi Mistrzów. Kewell został wówczas wystawiony do gry w pierwszym składzie przez Rafaela Beníteza pomimo tego, że dopiero co wyleczył kontuzję kostki. Już w 23 minucie spotkania uraz piłkarza Liverpoolu odnowił się i Kewell musiał zostać zastąpiony przez Vladimíra Šmicera. Gracz Liverpoolu został dzięki temu pierwszym Australijczykiem, który zwyciężył w Champions League (wcześniej zrobił to Craig Johnston, ale urodził się on w RPA). Rok później, w finale Pucharu Anglii przeciwko West Hamowi United Kewell ponownie doznał kontuzji i plac gry opuścił w 49 minucie.
Kolejnego urazu Australijczyk nabawił się na mistrzostwach świata, przez co był wykluczony z gry praktycznie na cały sezon 2006/2007. Piłkarz Liverpoolu powrócił do gry dopiero w przedostatniej kolejce rozgrywek, pojawił się na boisku także w rozegranym w Atenach finale Ligi Mistrzów przeciwko Milanowi, który zakończył się zwycięstwem "Rossonerich". Kewell dostał od zarządu "The Reds" ostatnią szansę, żeby pokazać swoje umiejętności. Podczas rozgrywek 2007/08 ponownie prześladowały go jednak urazy, w efekcie czego działacze klubu nie zdecydowali się przedłużyć kontraktu z wychowankiem Leeds. Powodem słabej formy Kewella były w głównym stopniu liczne kontuzje.

### Galatasaray
5 lipca 2008 roku Kewell podpisał kontrakt z tureckim Galatasaray SK. Przez to spłynęła na niego fala krytyki ze strony sympatyków Leeds United, bowiem 5 kwietnia 2000 roku przed półfinałowym meczem Pucharu UEFA fani Galatasaray zabili dwóch kibiców "Pawi". Kewell wystosował otwarty list do sympatyków Leeds, w którym napisał, że darzy ten klub wielkim szacunkiem oraz miłością. 

Moja miłość i szacunek do Leeds oraz to, co ten klub dla mnie zrobił nigdy się nie zmieni, niezależnie od tego, co ludzie mówią o mnie i jakiekolwiek są ich motywy. Mój smutek i sympatia będą zawsze z rodzinami i przyjaciółmi Christophera Loftusa i Kevina Speighta.

Kewell wybrał koszulkę z numerem "19". Napisał, że zrobił to ze względu na szacunek jakim darzy Leeds, ponieważ taki właśnie numer miał na koszulce, gdy po raz pierwszy zagrał w pierwszym składzie "The Whites". 

Po podpisaniu kontraktu z Galatasaray wybrałem koszulkę z numerem 19 jako znak mojego szacunku do Leeds, ponieważ ten numer miałem na koszulce, kiedy po raz pierwszy zostałem wydelegowany do gry w pierwszym składzie Leeds. Czuję, że przez to mogę pokazać, że pamiętam gdzie "to wszystko" się zaczęło i mam nadzieję, że pomoże w jakiś sposób upamiętnić tragedię z 5 kwietnia 2000 roku.

W barwach Galatasaray Australijczyk zadebiutował w meczu Superpucharu Turcji przeciwko Kayserisporowi, kiedy to na boisku pojawił się w 66 minucie. Strzelił wówczas gola oraz zaliczył asystę, a jego drużyna zwyciężyła 2:1. Ligowy debiut Kewell zaliczył 22 sierpnia w spotkaniu z Denizlisporem. "Lwy" zwyciężyły 4:1, a australijski zawodnik zaliczył jedno trafienie. W Galatasaray występował do 2011 roku. Następnie grał w zespołach Melbourne Victory, Al-Gharafa oraz Melbourne Heart, a w 2014 roku zakończył karierę.

## Statystyki
| Sezon     | Klub              | Kraj      | Rozgrywki          | Mecze | Bramki |
| --------- | ----------------- | --------- | ------------------ | ----- | ------ |
| 1995/1996 | Leeds United      | Anglia    | Premier League     | 2     | 0      |
| 1996/1997 | Leeds United      | Anglia    | Premier League     | 1     | 0      |
| 1997/1998 | Leeds United      | Anglia    | Premier League     | 29    | 5      |
| 1998/1999 | Leeds United      | Anglia    | Premier League     | 38    | 6      |
| 1999/2000 | Leeds United      | Anglia    | Premier League     | 36    | 10     |
| 2000/2001 | Leeds United      | Anglia    | Premier League     | 17    | 2      |
| 2001/2002 | Leeds United      | Anglia    | Premier League     | 27    | 8      |
| 2002/2003 | Leeds United      | Anglia    | Premier League     | 31    | 14     |
| 2003/2004 | Liverpool         | Anglia    | Premier League     | 36    | 7      |
| 2004/2005 | Liverpool         | Anglia    | Premier League     | 18    | 1      |
| 2005/2006 | Liverpool         | Anglia    | Premier League     | 27    | 3      |
| 2006/2007 | Liverpool         | Anglia    | Premier League     | 2     | 1      |
| 2007/2008 | Liverpool         | Anglia    | Premier League     | 10    | 0      |
| 2008/2009 | Galatasaray SK    | Turcja    | Süper Lig          | 26    | 8      |
| 2009/2010 | Galatasaray SK    | Turcja    | Süper Lig          | 16    | 9      |
| 2010/2011 | Galatasaray SK    | Turcja    | Süper Lig          | 20    | 6      |
| 2011/2012 | Melbourne Victory | Australia | A-League           | 25    | 8      |
| 2012/2013 | Al-Gharafa        | Katar     | Qatar Stars League | 3     | 1      |
| 2013/2014 | Melbourne Heart   | Australia | A-League           | 16    | 2      |

## Kariera reprezentacyjna

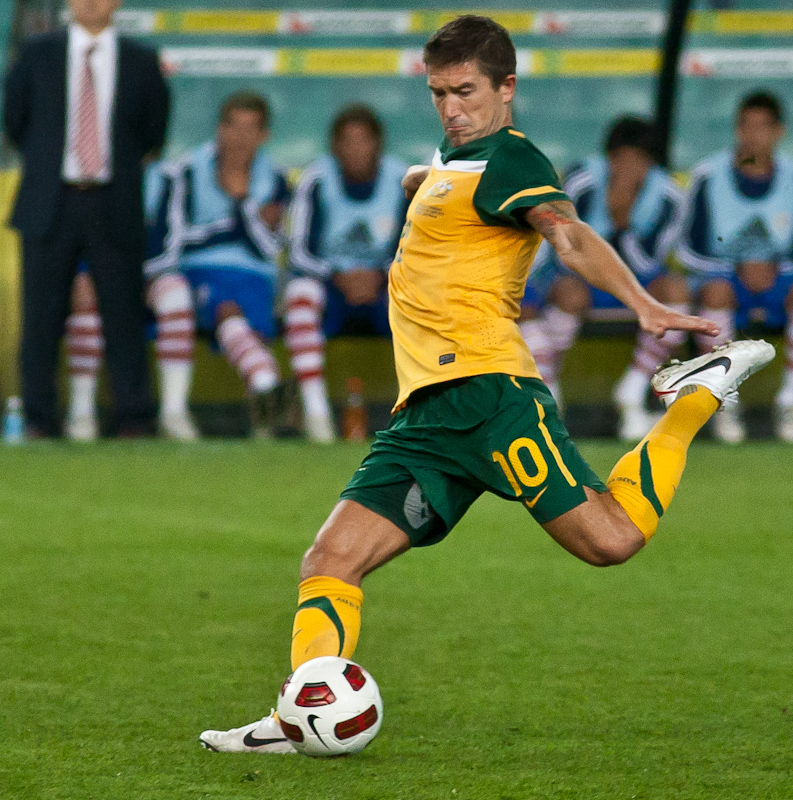
Kewell w trakcie meczu Australia - Iran (2010)

W reprezentacji Australii Kewell zadebiutował 24 kwietnia 1996 roku w przegranym 0:3 spotkaniu z Chile. Miał wówczas siedemnaście lat i siedem miesięcy, dzięki czemu stał się najmłodszym reprezentantem swojego kraju w historii. Pierwszą bramkę dla drużyny narodowej Kewell zdobył 22 listopada 1997 roku, kiedy to w spotkaniu eliminacyjnym do mistrzostw świata Australia zremisowała 1:1 z Iranem. W pojedynku rewanżowym były zawodnik Liverpoolu także wpisał się na listę strzelców, jednak dzięki większej ilości bramek strzelonych na wyjeździe awans na mundial wywalczyła reprezentacja Iranu.
W listopadzie 2005 roku drużyna Australii po raz pierwszy od 1974 roku zapewniła sobie awans na mistrzostwa świata. Żeby osiągnąć ten cel "Socceroos" musieli pokonać w dwumeczu barażowym Urugwaj, a o zwycięstwie zadecydowała dopiero seria rzutów karnych. Kewell jako pierwszy wykorzystał jedenastkę, a jego zespół zwyciężył ostatecznie 4:2. Na turnieju w Niemczech Australijczycy dotarli do 1/8 finału, w której przegrali z późniejszymi mistrzami świata – Włochami. W ostatnim spotkaniu rundy grupowej przeciwko Chorwacji podopieczni Guusa Hiddinka potrzebowali przynajmniej remisu, żeby awansować do kolejnej fazy mundialu. Do 79. minuty przegrywali 1:2, jednak bramka strzelona przez Kewella zapewniła im remis 2:2 i drugie miejsce w grupie. W meczu 1/8 finału drużyna Australii przegrała jednak 1:0 z Włochami, tracąc bramkę w 90. minucie po kontrowersyjnym rzucie karnym wykorzystanym przez Francesco Tottiego.
Po zakończeniu mistrzostw Kewell w drużynie narodowej pojawił się dopiero 30 czerwca 2007 roku, kiedy to wystąpił w wyjazdowym meczu z Singapurem. W 61 minucie zastąpił wówczas Marka Bresciano, a w 76 minucie ustalił wynik meczu na 3:0 dla "Socceroos". Następnie Australijczyk został powołany przez Grahama Arnolda do 23–osobowej kadry na Puchar Azji 2007. Turniej ten był dla Kewella oraz jego zespołu nieudany, ponieważ Australijczycy odpadli już w ćwierćfinale. Wychowanek Leeds na mistrzostwach kontynentu strzelił jedną bramkę w zwycięskim 4:0 pojedynku przeciwko Tajlandii, natomiast w serii rzutów karnych w ćwierćfinałowym spotkaniu z Japonią nie wykorzystał swojej jedenastki.
W późniejszym czasie Kewell razem z reprezentacją Australii rozpoczął eliminacje do Mistrzostw Świata 2010. Podczas nich zawodnik Galatasaray został kapitanem zespołu narodowego. Kewell jak do tej pory zdobywał gole w meczach eliminacyjnych z Irakiem (wygrana 1:0) oraz Katarem (zwycięstwo 3:1).
Podczas gry Kewella dla reprezentacji swojego kraju Australijczycy między innymi trzy razy zwyciężyli w Pucharze Narodów Oceanii, dwa razy dotarli do finału tego turnieju, a także jeden raz zagrali w finale Pucharu Konfederacji.

## Życie prywatne
Kewell jest mężem angielskiej aktorki oraz prezenterki telewizyjnej – Sheree Murphy. Pobrali się 24 maja 2003 w Las Vegas. Mają trójkę dzieci – syna Taylora (ur. 2001) oraz dwie córki – Ruby Heather Toni (ur. 2003) i Matildę (ur. 2008). Rodzina mieszka w Hale w Cheshire, a ich dom był pokazywany przez stację MTV w jednym z odcinków programu MTV Cribs. Kewell w maju 2008 roku pojawił się na okładce magazynu Politix.

## Sukcesy
Leeds United
Młodzieżowy Puchar Anglii – 1996/1997
Najlepszy piłkarz młodego pokolenia w Premier League – 1999/2000
Liverpool
Liga Mistrzów – 2004/2005
Puchar Anglii – 2005/2006
Finał Klubowych Mistrzostw Świata – 2005
Finał Pucharu Ligi Angielskiej – 2004/2005
Finał Ligi Mistrzów – 2006/2007
Galatasaray SK
Superpuchar Turcji – 2008
Reprezentacja Australii
Puchar Narodów Oceanii – 1996, 2000, 2004
Finał Pucharu Konfederacji – 1997
Finał Pucharu Narodów Oceanii – 1998, 2002